# Rhayner
Rhayner Santos Nascimento, mais conhecido apenas como Rhayner, (Serra, 5 de setembro de 1990), é um ex-futebolista brasileiro que atuava como atacante. 

## Carreira
Passou por clubes como Grêmio Prudente, Figueirense e Linense, e foi contratado pelo Náutico em 17 de junho de 2012. Pelo Náutico, jogou 34 partidas pelo Brasileiro de 2012 sem marcar um gol sequer, carência que foi compensada pelo grande número (nove) de assistências que fez.[carece de fontes?] Saiu do Náutico sem marcar um gol, jejum que durou de janeiro de 2011 a abril de 2013.

### Fluminense
Em 2013, foi contratado pelo Fluminense, devido ao seu destaque no Campeonato Brasileiro de 2012. Após um começo tímido e sem muitas oportunidades, Rhayner se aproveitou das lesões de Deco e Wellington Nem para mostrar seu futebol, passando a ser um dos destaques do time tricolor, apesar de ter perdido dois pênaltis na tentativa de encerrar seu jejum. O gol finalmente ocorreu no dia 6 de abril, na partida contra o Resende, pela Taça Rio, do Campeonato Carioca. Rhayner se livrou de três marcadores, foi à linha de fundo e fez o cruzamento, que foi desviado pelo goleiro Mauro e entrou. O jogador foi muito festejado por todo o elenco e pela torcida, que o havia apoiado integralmente durante o jejum, graças à sua entrega em campo. O jogador passou a ter status de titular no clube, à frente de jogadores como Deco e Felipe. Rhayner marcou novamente na vitória contra o Bangu por 2 a 0 em 21 de abril de 2013. Em 29 de maio de 2013, marcou o único gol do Fluminense na derrota para o Olimpia por 2 a 1 em que resultou na eliminação da Libertadores nas quartas de final.
Após esse bom começo,acabou o ano como um dos piores jogadores do Fluminense, com um desempenho tão fraco que passou à reserva de um jogador de apenas 19 anos. Isso levou à sua dispensa do clube.
Fora dos planos do time para o ano de 2014, acabou nem viajando com a equipe para Salvador, onde foi disputado o último jogo do time no Brasileirão de 2013.

### Bahia
Para a temporada de 2014, acertou com o Bahia, onde recebeu o aval do treinador Marquinhos Santos.
No Esporte Clube Bahia, Rhayner se destacou pela sua raça e velocidade pelos lados do campo, foi um dos principais destaques do time na conquista do Campeonato Baiano de 2014, eleito melhor centroavante e conquistando o carinho e o respeito da torcida, que o apelidou carinhosamente de "Pulmão de Aço". Titular absoluto do Bahia no Campeonato Brasileiro de 2014, não impediu o rebaixamento da equipe, que teve o segundo pior ataque da competição, com apenas 31 gols. Terminado seu contrato, deixou o clube pelas portas dos fundos, principalmente por problemas envolvendo pagamentos de salário.

### Vitória
No início de fevereiro de 2015, foi confirmada a sua contratação por parte do Vitória, durante coletiva do treinador Ricardo Drubscky. Após passar pelo maior rival do rubro-negro no ano anterior, Rhayner chega para reforçar o elenco que disputará a Série B.
Estreou pelo Vitória exatamente num Ba-Vi, válido pelo Campeonato Baiano, entrando aos 19 minutos do segundo tempo. O clássico, realizado no Barradão, terminou empatado em 1 a 1. Logo em sua segunda partida, diante do América de Natal na Arena das Dunas, jogo válido pela Copa do Nordeste, marcou um belo gol do meio-de-campo, aproveitando-se do mau posicionamento do goleiro Busatto. O jogo estava em seus últimos minutos, e o goleiro havia saído do gol para tentar o cabeceio num escanteio. O Vitória venceu por 3 a 1. No Vitória era conhecido por sua velocidade, dribles e disposição para atacar e marcar, sendo um dos principais jogadores na campanha do acesso a série A de 2015.
O Vitória não conseguiu renovar seu contrato  e o atleta se transferiu-se para a Ponte Preta.

### Ponte Preta
No final do ano de 2015, Rhayner foi confirmado como novo reforço da Ponte Preta, agora num contrato em definitivo. Após uma primeira temporada de altos e baixos, foi emprestado ao Kawasaki Frontale, do Japão.

### Vitória
Voltará a defender as cores do rubro negro baiano durante a temporada 2018 pelo Vitória.

## Títulos
Bahia
- Campeonato Baiano: 2014

Kawasaki Frontale
- Campeonato Japonês: 2017

### Individual
- Seleção do Campeonato Baiano: 2014